# 范第姆特方程
范第姆特方程（英語：Van Deemter equation）在色谱学中是综合考虑了分离过程中引起峰展宽的物理因素、动力学因素和热力学因素后得到的单位柱长的总峰展宽与流动相流速的关系式。一般来说，影响峰展宽的因素包括多路径效应，扩散（径向的和轴向的）与固定相和流动相间的传质阻力。液相色谱中的流动相流速常取出口的流速，即体积流量与柱横截面积之比。对于填充柱来说，通常取出口横截面积为柱横截面积的0.6倍。另一种方法是用柱长与死區时间(※結束時間)的比。如果流动相是气相，还要进行温度与压强的校正。通常用理论塔板高度来表示色谱分离过程中的峰展宽。范德姆特方程呈双曲形函数的形式，表明流动相的流速存在一个最优值，在该点柱效最高。范第姆特方程是将色谱速率理论运用于色谱洗脱过程的分析中得到的。

## 简单形式
范第姆特方程最常用的形式如下式所示，该式直观地反映了流动相流速对于分离的影响。
{\displaystyle H=A+{\frac {B}{u}}+C\cdot u}
式中A, B, C为常数，u表示流动相的流速。
A项反映的是被分析物在填充柱中可能采取不同的路径，因而经过的路程也不一样长，引起色谱峰的展宽，这就是“多路径效应”。在毛细管开管柱中不存在多路径效应，这一项为零。
B/u 表示的是因为色谱柱各部分存在浓差而引起的纵向扩散带来的峰展宽。
Cu表示达到固定相与流动相的平衡之后由于在固定相与流动相传质存在着阻力引起的峰展宽。
微分后可得到最佳流速为
{\displaystyle u_{\text{opt}}={\sqrt {\frac {B}{C}}}}

## 完整形式
范第姆特方程的完整形式如下：
{\displaystyle H=2\lambda d_{p}+2GD_{m}/\mu +\omega (d_{p}{\mbox{ or }}d_{c})^{2}\mu /D_{m}+Rd_{f}^{2}\mu /D_{s}}
式中： 
- H 为理论塔板高度
- λ 是一个与柱内填料粒度均一性与填充状态有关的常数
- dp 为填料的粒径
- G, ω 和 R 为常数
- Dm 是被分析物在流动相中的分子扩散系数
- dc 是毛细管的直径
- df 是固定相的膜厚度
- Ds 是被分析物在固定相中的分子扩散系数